# 샤리바기르미주

샤리바기르미주

샤리바기르미주(프랑스어: Chari-Baguirmi Region, 아랍어: منطقة كانم)는 차드 서부에 위치한 주로, 주도는 마세냐이며 3개 현(바기르미현, 샤리현, 루그샤리현)을 관할한다.